# جی‌اکس هولدینگز
جِی‌اکس هولدینگز (به ژاپنی: JXホールディングス) شرکت خوشه‌ای ژاپنی است، که در زمینه صنایع نفت و گاز، استخراج معادن و فلزات، صنایع شیمیایی و پتروشیمیایی فعالیت می‌کند.
شرکت جی‌اکس هلدینگ در ماه آوریل ۲۰۱۰ در پی ادغام دو شرکت نیپون اویل و نیپون ماینینگ تأسیس شد. این شرکت در سال مالی ۲۰۱۳ درآمدی معادل ۱۱۵ میلیارد دلار کسب نمود و در رتبه ۴۳ از فهرست بزرگترین شرکت‌های جهان قرار گرفت.

## تأسیس
شرکت نیپون اویل هولدینگز در تاریخ ۱ آوریل ۲۰۱۰ تحت نام جی‌اکس هولدینگز از طریق انتقال مشترک سهام بین شرکت نفت نیپون و نیپون ماینینگ هولدینگز تأسیس شد. در ۱ ژوئیه ۲۰۱۰، تمام کسب‌وکارهای هر دو شرکت گروه یکپارچه و تحت نام جی‌اکس هولدینگز بازسازی شدند که به تأسیس سه شرکت اصلی منجر شد:
- شرکت انوس – پالایش و بازاریابی نفت
- اکتشاف نفت و گاز جی‌اکس نیپون – اکتشاف و تولید نفت و گاز طبیعی
- جی‌اکس نیپون معدن و فلز – معدن‌کاری و فلزات

لوگوی نهایی شرکت جِی‌اکس هولدینگز

در آوریل ۲۰۱۷، جی‌اکس هولدینگز و جِی‌اکس هولدینگز کی‌کی با هم ادغام شدند و جی‌اکس‌تی‌جی هولدینگز تشکیل شد. در ژوئن ۲۰۲۰، نام جی‌اکس‌تی‌جی هولدینگز به نیپون اویل هولدینگز تغییر یافت.

## جنجال
در اوت ۲۰۲۲، مدیرعامل نیپون اویل، تسوتومو سوگی‌موری به دلیل آنچه که در آن زمان دلایل شخصی عنوان شد، استعفا داد. با این حال، در ماه بعد، شرکت تایید کرد که دلیل استعفای سوگی‌موری به اتهامات مربوط به آزار جنسی و آسیب به یک زن که در یک کلوپ میزبان‌داری در استان اوکیناوا کار می‌کرد، مربوط می‌شود که بعداً تأیید شد. بیانیه شرکت پس از گزارشی در یک هفته‌نامه منتشر شد.
در دسامبر ۲۰۲۳، تاکشی سایتو به عنوان رئیس نیپون اویل پس از اینکه تحقیقات مستقل ادعاهایی مبنی بر در آغوش کشیدن نامناسب یک زن در یک گردهمایی اجتماعی در حالی که مست بود را تأیید کرد، اخراج شد.